# 尤峻汉
尤峻汉（1937年—），男，福建福州人，中国天体物理学家，曾任中国科学技术大学、上海交通大学教授、博士生导师。著有《天体物理中的辐射机制》。